# Добаш африканський
Доба́ш африканський (Verreauxia africana) — вид дятлоподібних птахів родини дятлових (Picidae).

## Опис
Африканський добаш має довжину близько 8 см і дуже короткий хвіст. Оперення дорослих особин переважно сірувате, з оливково-зеленими крилами. Птах має широкі червоні кільця навколо очей і маленькі білі смужки над і під очима. Його ноги червоні, а дзьоб сірий. У самців лоб червоний. Молоді особини мають вохристий нижній відділ.

## Поширення
Вид поширений в Західній і Центральній Африці. Мешкає в тропічних лісах і вологих саванах Камеруну, Центральноафриканської Республіки, Республіки Конго, Демократичної Республіки Конго, Кот-д'Івуару, Екваторіальної Гвінеї, Габону, Гани, Ліберії, східної Уганди, північної Анголи та південний край Південного Судану.